# Gnetum parvifolium
Gnetum parvifolium är en kärlväxtart som först beskrevs av Otto Warburg, och fick sitt nu gällande namn av Wan Chun Cheng. Gnetum parvifolium ingår i släktet Gnetum och familjen Gnetaceae. Inga underarter finns listade i Catalogue of Life.